# Rembertów
Rembertów è una delle frazioni della città di Varsavia, capitale della Polonia. 
La frazione di Rembertów si estende per 19,3 km² e nel 2004 contava 21 893 abitanti. Più del 30% dell'area della frazione è coperta da foreste, parte delle quali formano la Riserva Forestale di Kawęczyn.

## Storia
Nel 1888 i Russi stabilirono qui una fabbrica di munizioni e un centro sperimentale di addestramento della fanteria. Nel 1915 c'era già un insediamento nel territorio attuale. Dopo l'indipendenza la zona sinistra della città fu occupata dall'esercito russo, l'altra metà da unità dell'esercito polacco. Durante la guerra polacco-sovietica, il distretto (allora indipendente) era una divisione di fanteria del generale Wladyslaw Jung,che aiutò il recupero di Rembertów.
Dal 1939 costituì una città separata. Negli anni quaranta fu la sede di una prigione gestita prima dai nazisti e poi dai sovietici. Durante la seconda guerra mondiale, le truppe della Wehrmacht occuparono la città il 14 settembre 1939, periodo durante il quale Rembertów apparteneva alla Regione III dell'Armia Krajowa. Nel 1957 fu reincorporata come parte della frazione di Praga Południe. 
Dal 1994 al 2002 formò un comune distinto dalla città, chiamato Warszawa-Rembertów.